# Мохенџо-даро
Мохенџо-даро је био град цивилизације долине Инда. Налази се на 20 km од Ларкане и 80 km од Сукура у Синду, Пакистан. Моненџо-даро је на УНЕСКОвој листи светске баштине.
Саграђен је око 2.600. п. н. е. Град је напуштен око 1700. п. н. е., вероватно због промене смера реке. Открио га је Џон Хуберт Маршал 1920-их. Језик цивилизације долине Инда још није дешифрован, тако да се право име града не зна. Мохенџо-даро на синдском значи „град мртвих“.
Мохенџо-даро је град, који је плански грађен, са мрежом улица. Град је грађен помоћу цигала од печеног блата, цигала осушених на сунцу и од спаљеног дрвета. Град је имао напредан канализациони систем и мноштво грађевина са до два спрата и великим базенима. Базени су били добро изграђени и имали су слој природног катрана, који би задржавао воду. Пошто је Мохенџо-даро био пољопривредни град имао је велику централну пијацу. Имао је и грађевину са подземним загревањем, могуће за загревање воде за купање.
Град је разаран и обнављан најмање седам пута. Сваки пут би се нови град градио поврх старога. Претпоставља се да су поплаве Инда биле разлог тим разарањима. Град је подељен у два дела: цитаделу и доњи град. Већи део доњег града још није откопан, а за цитаделу се зна да је имала јавна купатила, да је представљала велико подручје у коме је могло становати око 5.000 људи и да је имала две велике дворане.
Боље је очуван него Харапа, која је припадала истој цивилизацији долине Инда. Мохенџо-даро је након ископавања у лошем стању, што се тиче одржавања. УНЕСКО се труди да се Мохенџо-даро очува па га је уврстио на листу светске баштине. Очување Мохенџо-дароа је био један од кључних разлога стварања листе светске баштине.

## Локација
Мохенџо-даро се налази поред десне (западне) обале доње реке Инд у округу Ларкана, Синд, Пакистан. Лежи на плеистоценском гребену у поплавној равници Инда, око 28 km (17 mi) од града Ларкане.

## Историјски контекст
Мохењо-даро је изграђен у 26. веку пре нове ере. Био је то један од највећих градова древне цивилизације долине Инда, познате и као Харапска цивилизација, која се развила око 3.000 година пре нове ере из праисторијске културе Инда. На свом врхунцу, Индска цивилизација је обухватала већи део данашњег Пакистана и северне Индије, протежући се на запад до иранске границе, јужно до Гуџарата у Индији и северно до предстраже у Бактрији, са главним урбаним центрима у Харапи, Мохенџо-дару, Лоталу, Калибанганз, Долавири и Рахигари. Мохенџо-даро је био најнапреднији град свог времена, са изузетно софистицираним грађевинским инжењерингом и урбанистичким планирањем. Када је цивилизација Инда доживела у нагли пад око 1900. п. н. е., Мохенџо-даро је напуштен.

## Поновно откривање и ископавање
Рушевине града остале су недокументоване око 3.700 година све док Р. Д. Банерји, службеник Археолошког прегледа Индије, није посетио локацију 1919-20 и идентификовао оно што је мислио да је будистичка ступа (150-500) за коју се знало да се тамо налази, и проналажења кременог стругача који га је уверио у древност локалитета. То је довело до великих ископавања Мохенџо-дара под вођством К. Н. Дикшита 1924–25 и Џона Маршала 1925–26. Тридесетих година 20. века на локалитету су вршена велика ископавања под вођством Маршала, Д. К. Дикшитара и Ернеста Мекеја. Даља ископавања извели су 1945. Мортимер Вилер и његов приправник Ахмад Хасан Дани. Последњу велику серију ископавања 1964. и 1965. године спровео је Џорџ Ф. Дејлс. Након 1965. године ископавања су забрањена због оштећења изложених структура дејством временских прилика, а једини пројекти који су дозвољени на локацији од тада су била ископавања зарад спасавања, површинска истраживања и пројекти конзервације. Током 1980-их, немачке и италијанске истраживачке групе које су предводили Михаел Јансен и Маурицио Тоси користиле су мање инвазивне археолошке технике, као што су архитектонска документација, површинска истраживања и локализовано сондирање, да би прикупиле даље информације о Мохеџодару. Бушење са сувим језгром које је 2015. спровео Пакистански национални фонд за Мохенџо-дар открило је да је локација већа од одкопане површине.

## Архитектура и урбана инфраструктура
Мохенџо-даро има планирани распоред са праволинијским зградама распоређеним по мрежном плану. Већина је грађена од печене и малтерисане цигле; неки су изграђене од на сунцу сушене цигле од блата и дрвене надградње. Површина обухваћена Мохенџо-даром се процењује на 300 хектара. Оксфордски приручник о градовима у светској историји нуди „ниску“ процену највеће популације од око 40.000.
Сама величина града и његово обезбеђење јавних зграда и објеката сугерише висок ниво друштвене организације. Град је подељен на два дела, такозвану Цитаделу и Доњи град. Познато је да је Цитадела – насип од черпића висок око 12 m (39 ft) подржавао јавна купатила, велику стамбену структуру дизајнирану да прими око 5.000 грађана и две велике сале за састанке. Град је имао централну пијацу, са великим централним бунаром. Појединачна домаћинства или групе домаћинстава воду су добијале из мањих бунара. Отпадне воде су каналисане до покривених одвода који су водили дуж главне улице. Неке куће, по свој прилици оне престижнијих становника, имају просторије које су изгледа биле издвојене за купање, а једна зграда је имала подземну пећ (познату као хипокауст), вероватно за грејано купање. Већина кућа имала је унутрашње двориште, са вратима која су се отварала на бочне пролазе. Неке зграде су имале два спрата.

## Клима
Мохенџо-даро има врућу пустињску климу (Кепенова климатска класификација BWh) са изузетно топлим летима и благим зимама. Највиша забележена температура је 53,5 °C (128,3 °F), забележена у мају 2010. године, а најнижа забележена температура је −5,4 °C (22,3 °F), забележена у јануару 2006. Падавине су мале и углавном се јављају током монсунске сезоне (јул-септембар). Просечна годишња количина падавина у Мохенџо-дару је 100,1 mm и углавном се јавља у сезони монсуна. Највећа годишња количина падавина икада је 1023,9 mm, забележена 2022. године, а најмања годишња количина падавина икада је 10 mm, забележена 1987. године.
| Клима Мохенџо-даро          | Клима Мохенџо-даро | Клима Мохенџо-даро | Клима Мохенџо-даро | Клима Мохенџо-даро | Клима Мохенџо-даро | Клима Мохенџо-даро | Клима Мохенџо-даро | Клима Мохенџо-даро | Клима Мохенџо-даро | Клима Мохенџо-даро | Клима Мохенџо-даро | Клима Мохенџо-даро | Клима Мохенџо-даро |
| Показатељ \ Месец           | .Јан.              | .Феб.              | .Мар.              | .Апр.              | .Мај.              | .Јун.              | .Јул.              | .Авг.              | .Сеп.              | .Окт.              | .Нов.              | .Дец.              | .Год.              |
| --------------------------- | ------------------ | ------------------ | ------------------ | ------------------ | ------------------ | ------------------ | ------------------ | ------------------ | ------------------ | ------------------ | ------------------ | ------------------ | ------------------ |
| Апсолутни максимум, °C (°F) | 29,4 (84,9)        | 36,5 (97,7)        | 45,5 (113,9)       | 48,5 (119,3)       | 53,5 (128,3)       | 51,7 (125,1)       | 47,6 (117,7)       | 46,0 (114,8)       | 43,5 (110,3)       | 49,5 (121,1)       | 39,2 (102,6)       | 30,6 (87,1)        | 53,5 (128,3)       |
| Максимум, °C (°F)           | 24,8 (76,6)        | 26,2 (79,2)        | 32,1 (89,8)        | 38,7 (101,7)       | 43,8 (110,8)       | 44,2 (111,6)       | 40,9 (105,6)       | 38,7 (101,7)       | 37,5 (99,5)        | 35,2 (95,4)        | 30,5 (86,9)        | 24,8 (76,6)        | 34,78 (94,62)      |
| Просек, °C (°F)             | 16,0 (60,8)        | 17,0 (62,6)        | 22,7 (72,9)        | 28,8 (83,8)        | 33,9 (93)          | 35,8 (96,4)        | 34,4 (93,9)        | 32,8 (91)          | 31,1 (88)          | 26,7 (80,1)        | 21,1 (70)          | 16,0 (60,8)        | 26,36 (79,44)      |
| Минимум, °C (°F)            | 7,3 (45,1)         | 7,9 (46,2)         | 13,3 (55,9)        | 18,9 (66)          | 24,0 (75,2)        | 27,4 (81,3)        | 27,9 (82,2)        | 27,0 (80,6)        | 24,7 (76,5)        | 18,2 (64,8)        | 11,8 (53,2)        | 7,3 (45,1)         | 17,98 (64,34)      |
| Апсолутни минимум, °C (°F)  | −5,4 (22,3)        | −4,0 (24,8)        | 2,2 (36)           | 3,0 (37,4)         | 13,0 (55,4)        | 15,6 (60,1)        | 18,4 (65,1)        | 18,0 (64,4)        | 14,5 (58,1)        | 0,0 (32)           | −1,0 (30,2)        | −4,0 (24,8)        | −5,4 (22,3)        |
| Количина падавина, mm (in)  | 2,6 (0,102)        | 5,8 (0,228)        | 3,4 (0,134)        | 2,9 (0,114)        | 2,2 (0,087)        | 2,5 (0,098)        | 39,9 (1,571)       | 26,6 (1,047)       | 6,6 (0,26)         | 0,4 (0,016)        | 0,9 (0,035)        | 6,3 (0,248)        | 100,1 (3,94)       |
| Дани са падавинама          | 0,2                | 0,5                | 0,9                | 0,2                | 0,3                | 0,4                | 1,9                | 1,4                | 0,3                | 0,1                | 0,1                | 0,3                | 6,6                |
| Извор: PMD (1991–2020)      |                    |                    |                    |                    |                    |                    |                    |                    |                    |                    |                    |                    |                    |